# Àlgebra d'embolcall universal
En matemàtiques, l'àlgebra d'embolcall universal d'una àlgebra de Lie és l'àlgebra associativa unital les representacions de la qual corresponen precisament a les representacions d'aquesta àlgebra de Lie.
Les àlgebres d'embolcall universals s'utilitzen en la teoria de representació de grups de Lie i àlgebres de Lie. Per exemple, els mòduls de Verma es poden construir com a quocients de l'àlgebra d'envoltant universal. A més, l'àlgebra envoltant dóna una definició precisa per als operadors de Casimir. Com que els operadors de Casimir es desplacen amb tots els elements d'una àlgebra de Lie, es poden utilitzar per classificar representacions. La definició precisa també permet la importació d'operadors Casimir a altres àrees de les matemàtiques, concretament, aquelles que tenen una àlgebra diferencial. També tenen un paper central en alguns desenvolupaments recents de les matemàtiques. En particular, el seu dual proporciona un exemple commutatiu dels objectes estudiats en geometria no commutativa, els grups quàntics. Aquest dual es pot demostrar, pel teorema de Gelfand-Naimark, que conté l'àlgebra C* del grup de Lie corresponent. Aquesta relació es generalitza a la idea de la dualitat Tannaka-Krein entre grups topològics compactes i les seves representacions.
Des d'un punt de vista analític, l'àlgebra d'envoltant universal de l'àlgebra de Lie d'un grup de Lie es pot identificar amb l'àlgebra d'operadors diferencials invariants a l'esquerra del grup.

## Construcció informal
La idea de l'àlgebra envolvent universal és incrustar una àlgebra de Lie {\displaystyle {\mathfrak {g}}} en àlgebra associativa {\displaystyle {\mathcal {A}}} amb identitat de tal manera que l'operació de claudàtors abstractes en {\displaystyle {\mathfrak {g}}} correspon al commutador {\displaystyle xy-yx} en {\displaystyle {\mathcal {A}}} i l'àlgebra {\displaystyle {\mathcal {A}}} és generada pels elements de {\displaystyle {\mathfrak {g}}}. Pot haver-hi moltes maneres de fer una incrustació d'aquest tipus, però n'hi ha una única "més gran". {\displaystyle {\mathcal {A}}}, anomenada àlgebra d'embolcall universal de {\displaystyle {\mathfrak {g}}}.

## Definició formal
Recordeu que cada àlgebra de Lie {\displaystyle {\mathfrak {g}}} és en particular un espai vectorial. Així, un és lliure de construir l'àlgebra tensor {\displaystyle T({\mathfrak {g}})} a partir d'ell. L'àlgebra tensorial és una àlgebra lliure: simplement conté tots els possibles productes tensorials de tots els vectors possibles {\displaystyle {\mathfrak {g}}}, sense cap restricció sobre aquests productes.
És a dir, un construeix l'espai
{\displaystyle T({\mathfrak {g}})=K\,\oplus \,{\mathfrak {g}}\,\oplus \,({\mathfrak {g}}\otimes {\mathfrak {g}})\,\oplus \,({\mathfrak {g}}\otimes {\mathfrak {g}}\otimes {\mathfrak {g}})\,\oplus \,\cdots }
on {\displaystyle \otimes } és el producte tensor, i {\displaystyle \oplus } és la suma directa dels espais vectorials. Aquí, K és el camp sobre el qual es defineix l'àlgebra de Lie. Des d'aquí, fins a la resta d'aquest article, el producte tensor sempre es mostra explícitament. Molts autors l'ometen, ja que, amb la pràctica, normalment es pot inferir del context la seva localització. Aquí s'adopta un enfocament molt explícit, per minimitzar qualsevol possible confusió sobre els significats de les expressions.
El primer pas en la construcció és "aixecar" el parèntesi de Lie de l'àlgebra de Lie (on està definit) a l'àlgebra tensor (on no ho és), de manera que es pugui treballar de manera coherent amb el braç de Lie de dos tensors. L'aixecament es fa de la següent manera. Primer, recordeu que l'operació de claudàtors en una àlgebra de Lie és un mapa bilineal {\displaystyle {\mathfrak {g}}\times {\mathfrak {g}}\to {\mathfrak {g}}} és a dir, bilineal, simètric asimètric i satisfà la identitat de Jacobi. Volem definir un parèntesi de Lie [-,-] que sigui un mapa {\displaystyle T({\mathfrak {g}})\otimes T({\mathfrak {g}})\to T({\mathfrak {g}})} que també és bilineal, simètric esbiaixat i obeeix a la identitat de Jacobi.

## Exemples en casos concrets
Si {\displaystyle {\mathfrak {g}}={\mathfrak {sl}}_{2}}, llavors té una base de matrius
{\displaystyle h={\begin{pmatrix}-1&0\\0&1\end{pmatrix}},{\text{ }}g={\begin{pmatrix}0&1\\0&0\end{pmatrix}},{\text{ }}f={\begin{pmatrix}0&0\\1&0\end{pmatrix}}}
que compleixen les identitats següents sota el parèntesi estàndard:
{\displaystyle [h,g]=-2g}, {\displaystyle [h,f]=2f}, and {\displaystyle [g,f]=-h}
això ens mostra que l'àlgebra envolvent universal té la presentació
{\displaystyle U({\mathfrak {sl}}_{2})={\frac {\mathbb {C} \langle x,y,z\rangle }{(xy-yx+2y,xz-zx-2z,yz-zy+x)}}}
com un anell no commutatiu.
Si {\displaystyle {\mathfrak {g}}} és abelià (és a dir, el claudàtor sempre és 0 ), aleshores {\displaystyle U({\mathfrak {g}})} és commutatiu; i si una base de l'espai vectorial {\displaystyle {\mathfrak {g}}} ha estat escollit, doncs {\displaystyle U({\mathfrak {g}})} es pot identificar amb l'àlgebra polinomial sobre K, amb una variable per element base.
Si {\displaystyle {\mathfrak {g}}} és l'àlgebra de Lie corresponent al grup de Lie G, doncs {\displaystyle U({\mathfrak {g}})} es pot identificar amb l'àlgebra d'operadors diferencials invariants a l'esquerra (de tots els ordres) a G ; amb {\displaystyle {\mathfrak {g}}} que hi ha dins com els camps vectorials invariants a l'esquerra com a operadors diferencials de primer ordre.
Relacionar els dos casos anteriors: si {\displaystyle {\mathfrak {g}}} és un espai vectorial V com àlgebra de Lie abeliana, els operadors diferencials invariants a l'esquerra són els operadors de coeficient constant, que de fet són una àlgebra polinomial en les derivades parcials de primer ordre.
El centre {\displaystyle Z({\mathfrak {g}})} consisteix en els operadors diferencials invariants esquerra i dreta; això, en el cas de G no commutatiu, sovint no és generat per operadors de primer ordre (vegeu per exemple l'operador Casimir d'una àlgebra de Lie semisimple).
Una altra caracterització en la teoria de grups de Lie és de {\displaystyle U({\mathfrak {g}})} com l'àlgebra de convolució de les distribucions suportada només a l'element d'identitat e de G.
L'àlgebra d'operadors diferencials en n variables amb coeficients polinomials es pot obtenir començant per l'àlgebra de Lie del grup de Heisenberg. Vegeu àlgebra de Weyl per a això; cal prendre un quocient, de manera que els elements centrals de l'àlgebra de Lie actuen com a escalars prescrits.
L'àlgebra d'embolcall universal d'una àlgebra de Lie de dimensions finites és una àlgebra quadràtica filtrada.